# Walden Uno

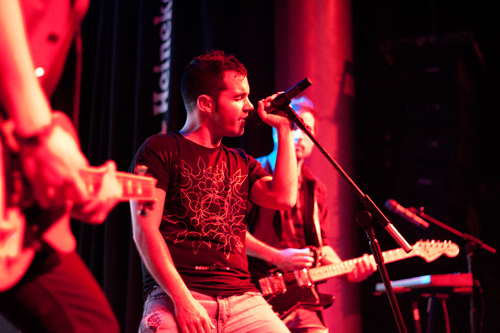
Andrés de Walden Uno (2011)

Walden Uno es una banda de pop rock en castellano procedente de Madrid (España) y formada en el año 2007. 

## Historia
Andrés, José y Alberto se conocen en el colegio San Miguel Arcángel de Madrid y empiezan a tocar juntos como afición desde la adolescencia, ensayando en el Centro Juvenil Paseo de Madrid. En 2005 conocen a Chema y Fernando en el foro de una conocida comunidad virtual de músicos y tras ello, deciden empezar a tocar y componer juntos.
Walden Uno comienza dos años más tarde su carrera, en abril de 2007, cuando los cinco miembros deciden crear un nuevo proyecto pop para difundir las canciones que venían componiendo. Tras pensar en una larga lista de nombres para la banda, deciden quedarse con Walden Uno, nombre basado en el título de un libro de B.F. Skinner: "Walden Dos".
En estos primeros años, empiezan a mostrar su propuesta musical en salas de ciudades de toda España. Además, se autofinancian varias demos producidas por Iker Arranz, en una de las cuales se incluye el tema Lo que fuimos junto a Jesús Cifuentes (Celtas Cortos), gracias a la cual cobran cierta repercusión en radios nacionales, prensa e Internet.
En 2009 y 2010 tienen la oportunidad de telonear a Celtas Cortos en varios conciertos de su gira y resultan ganadores de varios concursos de bandas a nivel nacional como el certamen Torrejón de la Cazada Musik 2009 en Madrid -donde consiguen como premio la grabación de su primer disco-; la I Olimpiada Nacional del ocio, organizada en Lorca, Región de Murcia; Tres Aguas Pop Music Kiss FM en Alcorcón, Madrid -donde consiguen la grabación de su primer videoclip- y el II Certamen Nacional de Música en Barajas, Madrid.
En 2010, participan en algunos festivales nacionales como Arenal Sound 2010, compartiendo cartel con The Cranberries, Ivan Ferreiro, Macaco y Maldita Nerea, entre otros. También tienen la oportunidad de viajar a Liverpool, Reino Unido para actuar en el festival A taste of Spain 2010, donde ofrecen cinco conciertos, siendo el último de ellos el de la sala The Cavern, cuna de The Beatles.
En este mismo año, deciden grabar su primer LP en los estudios IDEMM de Parla, Madrid, bajo la producción de Emilio Mercader y Fran de Rivera.

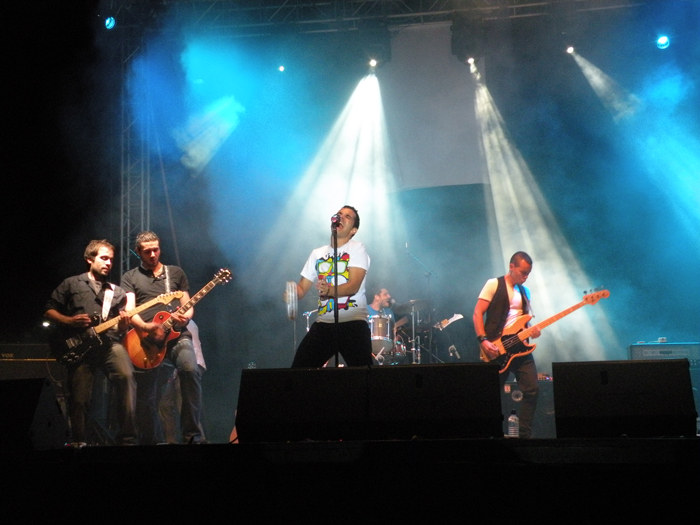
Walden Uno en directo (2010)

### Versión original
En marzo de 2011 editan su primer álbum, Versión original, bajo el sello independiente Zapatitos récords y aprovechan para presentarlo por toda España en un gira de más de cuarenta conciertos, tanto en formato eléctrico como en acústico. Esa gira les lleva de nuevo hasta el festival A taste of Spain 2011, en Reino Unido, viajando y descubriendo nuevas ciudades como Leeds o Edimburgo y repitiendo en Liverpool. 
El primer single de este trabajo es el tema que da nombre al disco,Versión original y del que graban su primer videoclip junto a la productora Factor 78. 
Entre finales de 2011  y principios de 2012 presentan en el que será su segundo y último single de este disco, A despecho del inglés, del que preparan un nuevo videoclip en colaboración con la productora tricantina 7 Cuerdas films

## Componentes
- Voz: Andrés Granda.
- Batería y segundas voces: José Núñez.
- Guitarra: Alberto García.
- Guitarra: Chema Peña.
- Bajo: Fernando Borjas.

## Discografía

### Álbumes
- 2011: Versión original
- 2015: Mágico Fantástico

### Sencillos
- 2011: Versión original
- 2011: A despecho del inglés
- 2013: Mágico Fantástico
- 2014: Sully Morland